# Moca Fútbol Club
El Moca Fútbol Club és un club dominicà de futbol de la ciutat de Moca. Fundat el 1971, també s'anomenà Don Bosco FC.

## Estadis
- Estadio Don Bosco Moca (1971-14)
- Estadio Bragaña García (2015)
- Estadio Complejo Deportivo Moca 86 (2016-)

## Palmarès
- Liga Mayor Dominicana de Fútbol: [1]
  - 2010, 2012-13, 2014

- Campionat de la República Dominicana de futbol: [1]
  - 1975, 1976, 1977, 1978, 1984, 1985, 1986, 1987, 1995, 1999